# Ługa (rzeka na Ukrainie)
Ługa Świnorijka (ukr. Луга-Свинорийка) – niewielka rzeka na Ukrainie, w obwodzie wołyńskim.
Długość - 34 km, powierzchnia zlewni - 344 km². Źródła we wsi Szelwów, płynie na zachód.